# Casusgrammatica
De casusgrammatica is een onderdeel van de beschrijvende taalkunde dat het verband tussen de                    valentie van een werkwoord en de bijbehorende grammaticale context bestudeert. De term casusgrammatica is in 1968 binnen het kader van de transformationele taalkunde bedacht door Charles J. Fillmore. 

## Beschrijving
De oppervlaktestructuur van een zin wordt in de casusgrammatica bepaald aan de hand van dieptecasussen, bijvoorbeeld de Agens (A) of het Object (A). De uitgangsgedachte is dat elk werkwoord afzonderlijk een vast aantal dieptecasussen "selecteert", het zogeheten "casussenframe". Voor dit frame gelden bepaalde beperkingen (constraints); zo kan een zin bijvoorbeeld nooit meer dan één dieptecasus bevatten. Verder zijn sommige casussen  - in het bijzonder de kernargumenten en complementen - onmisbaar om de zin als geheel te doorgronden, terwijl andere casussen alleen supplementaire informatie verschaffen die kan worden weggelaten terwijl de zin als geheel goed blijft. Fillmore veronderstelt verder de volgende casussenhiërarchie:
- Agens < Instrumentalis < Doel

Dit betekent dat de agens van een zin altijd het eerst de dieptecasus zal zijn. In de zin
- Jan opent de deur

is sprake van de agens Jan (tevens het onderwerp). Pas als er geen agens in de zin is, kan de functie van dieptecasus vervuld worden door een ander argument, het instrument (niet te verwarren met de instrumentalis als naamval). Een voorbeeld is de zin
- De sleutel opent de deur

Hier is geen sprake van een agens, wel van een instrument met de functie van dieptecasus en onderwerp.
Over het precieze aantal dieptecasussen zijn niet alle taalkundigen het eens. In 1968 onderscheidde Fillmore er 6 (agentief, instrument, datief, factitief, locatief en objectief). In een lijst van Fillmore uit 1971 worden daarentegen de volgende 9 casusfuncties onderscheiden: 
- Agens (Peter repareert zijn auto.)
- Ondervindend voorwerp (Maria verbaast zich.)
- Instrument (Ik open de deur met de sleutel.)
- Object (De regering heeft de vliegtaks aangepast.)
- Bron (Deze helm komt uit Kabul.)
- Doel (De kinderen holden naar het strand.)
- Locatie (Onder de Mirabeau-brug stroomt de Seine, Apollinaire).
- Tijd (Morgen ben ik de bruid).
- Pad (We reden langs oude huizen).

Deze casusfuncties zijn vanzelfsprekend aan bepaalde contexten gebonden. Zo komt het ondervindend voorwerp hoofdzakelijk voor bij ervaringswerkwoorden, en heeft het bij het wederkerende zich verbazen de functie van onderwerp (Zij verbaasde zich), maar die van lijdend voorwerp  bij het transitieve verbazen (Dat verbaasde haar). Op taaloverstijgend niveau is er bij uitdrukkingen met dezelfde betekenis uiteraard heel vaak sprake van een verschil in functie van de dieptecasus, bijvoorbeeld bij het Duitse Mir ist kalt als vertaling van het Nederlandse Ik heb het koud (zie ook vertaalequivalent).

## Toepassingen
De casusgrammatica staat vooral centraal bij het bepalen van thematische relaties en thèta-rollen. Daarnaast speelt de casugrammatica een grote rol in de Regeer-en-Bindtheorie van Noam Chomsky. De framesemantiek is ontwikkeld op basis van de casusgrammatica.